# Michael Romeo
Michael James Romeo (New York, 6 marzo 1968) è un chitarrista statunitense, fondatore del gruppo progressive metal Symphony X.
Assieme al tastierista Michael Pinnella è l'unico membro del gruppo che appare in tutti gli album.

## Biografia
Nato a New York ma di chiare origini italiane (i nonni erano emigrati dalla Sicilia), Romeo si è avvicinato al mondo della musica iniziando a studiare pianoforte quando aveva 10 anni. Studiò poi anche il clarinetto, e infine passò alla chitarra dopo aver ascoltato un album dei Kiss. Influenzato, oltre che dai Kiss, da Led Zeppelin, Deep Purple, Rush, AC/DC, Black Sabbath, Iron Maiden ed Emerson, Lake & Palmer, si dedicò seriamente alla chitarra dopo aver ascoltato Blizzard of Ozz, di Ozzy Osbourne. Oltre che da Randy Rhoads, il suo stile chitarristico neoclassico trae spunto da Ritchie Blackmore, Yngwie Malmsteen, Uli Jon Roth e Shawn Lane; in più, da compositori quali Wolfgang Amadeus Mozart, Johann Sebastian Bach, Ludwig Van Beethoven, Igor Stravinsky.
È un grande fan di Guerre stellari e ha registrato un arrangiamento dei temi musicali composti da John Williams, intitolato Star Wars Suite. Il suo personaggio preferito è Dart Fener.
Il suo stile è stato a sua volta fonte di ispirazione per altri chitarristi successivi, tra cui Herman Li dei Dragonforce.

### Carriera
Ha debuttato nel 1994 con l'album (interamente strumentale) The Dark Chapter, nel quale mostra notevoli capacità tecniche e compositive. Nel 1995 suonò sul primo disco omonimo del gruppo AOR dei Phantom's Opera.
Nello stesso anno ha fondato, insieme al tastierista Michael Pinnella, i Symphony X, gruppo nel quale riprese il suo precedente interesse per il genere metal neoclassico (ispirato da Yngwie Malmsteen e Uli Jon Roth) e lo unì al progressive metal, genere portato alla ribalta qualche anno prima per merito dei Dream Theater.
Ha inoltre collaborato come arrangiatore sinfonico con i Redemption (solo per l'album omonimo), gruppo nel quale militava anche il batterista dei Symphony X Jason Rullo.
Oltre alla sua carriera con i Symphony X, ha rilasciato tre album a proprio nome: il già ricordato The Dark Chapter (1994) e i due War of the Worlds, pt. 1 (2018) e pt. 2 (2022), ispirati dall'omonimo romanzo di H. G. Wells.

## Aspetti tecnici
Lo stile di Michael Romeo è caratterizzato da un frequente utilizzo dei legati e del tapping nelle sue varianti imitando lo stile solistico di una tastiera. Inoltre egli padroneggia con disinvoltura anche le forme avanzate dello sweep picking, utilizzandolo per eseguire gli arpeggi. Melodicamente si rifà molto a Yngwie Malmsteen, da cui riprende le scale classicheggianti maggiori, minori armoniche e i vari arpeggi, coadiuvati anche dalle tecniche tipiche dello stile neoclassico. La particolarità dello stile melodico di Romeo consiste anche nell'utilizzo della scala esatonale, con riferimento al compositore francese Claude Debussy. La conoscenza armonica del chitarrista va comunque ben oltre l'utilizzo di tali scale e infatti molte delle sue composizioni sono formate da armonie complesse derivanti tanto dalla musica classica quanto dalla musica popolare modale.

## Discografia

### Da solista
- 1994 – The Dark Chapter
- 2018 – War of the Worlds, Pt. 1
- 2022 – War of the Worlds, Pt. 2

### Con i Symphony X
- 1994 – Symphony X
- 1995 – The Damnation Game
- 1997 – The Divine Wings of Tragedy
- 1998 – Twilight in Olympus
- 2000 – V - The New Mythology Suite
- 2002 – The Odyssey
- 2007 – Paradise Lost
- 2011 – Iconoclast
- 2015 – Underworld

### Collaborazioni
- 1995 – Phantom's Opera – Phantom's Opera
- 1999 – Jens Johansson – The Last Viking
- 2000 – Ayreon – Universal Migrator Part 2: Flight of the Migrator (assolo di Dawn of a Million Souls)
- 2002 – Timo Kotipelto – Waiting for the Dawn
- 2004 – Timo Kotipelto – Coldness
- 2008 – Ayreon – 01011001 (assolo di E=mc2)